# Euherrichia argentilinea
Euherrichia argentilinea är en fjärilsart som beskrevs av Walker 1857. Euherrichia argentilinea ingår i släktet Euherrichia och familjen nattflyn. Inga underarter finns listade i Catalogue of Life.